# Renault Mascott

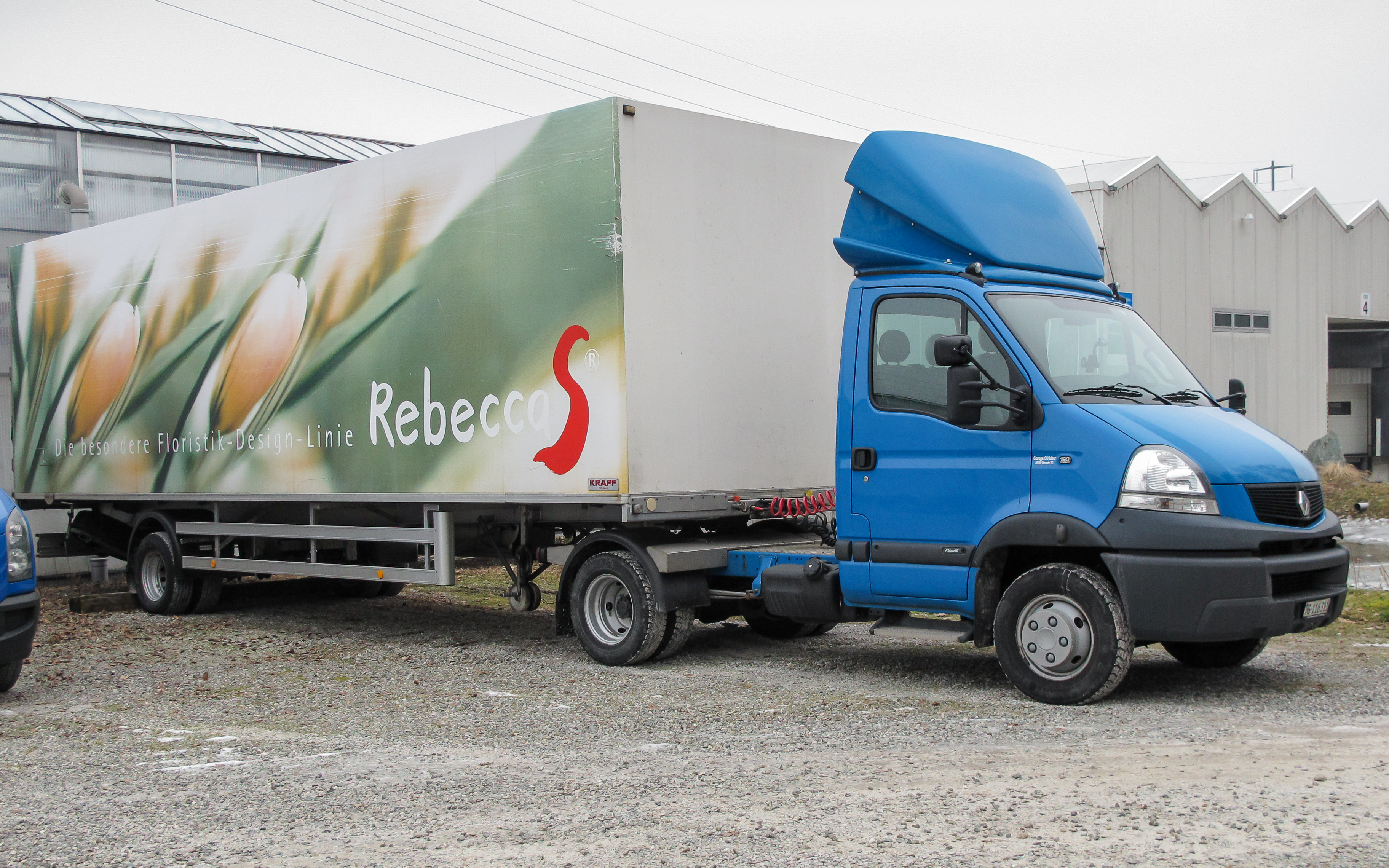
Renault Mascott 160 DXi

El Renault Mascott es un vehículo comercial de la Gama Entrega de Renault Trucks. Es comercializado además tanto en la red de concesionarios de Renault Trucks como en la de Renault, en donde se denomina Renault Master Propulsión.
Verdadero pequeño camión, tiene la reputación de ser aún más robusto y fiable que otros vehículos de la competencia (Ford Transit, por ejemplo), el Renault Mascott ofrece lo mejor del camión y del automóvil de turismo en términos de comportamiento, de fuerza y de confort.

## Configuraciones
La Renault Mascott se ofrece en una amplia gama de posibilidades en términos de chasis y de mecánicas:
- 3 Configuraciones: Chasis-cabina, doble cabina, furgón..
- Pesos totales cargados: de 3,5 a 6,5 T.
- 4 distancias entre ejes diferentes: 3130 mm, 3630 mm, 4130 mm, 4630 mm.
- 1 motor DXi (ZD3), 2 potencias.

## Innovación y tecnología
- Concepto Trucks Radiance
- Radiance